# William Cecil, II conte di Salisbury
William Cecil, II conte di Salisbury (Westminster, 28 marzo 1591 – Hatfield, 3 dicembre 1668), è stato un nobile e politico britannico.

## Biografia

### Infanzia
William Cecil era figlio di Robert Cecil, I conte di Salisbury ed Elizabeth Brooke, figlia di William Brooke, X barone Cobham. Egli nacque nel quartiere londinese di Westminster il 28 marzo 1591 e venne battezzato nella chiesa di St Clement Danes l'11 aprile di quello stesso anno. La madre di William morì quando egli aveva appena sei anni, e venne quindi cresciuto da sua zia, lady Frances Stourton. Egli venne educato alla Sherborne School per poi passare al St John's College di Cambridge.
Giacomo I elevò il padre di William nella paria d'Inghilterra creandolo Barone Cecil nel 1603, Visconte Cranborne nel 1604 e Conte di Salisbury nel 1605. Come risultato, nel 1605 William ricevette il titolo di cortesia di Visconte Cranborne. Nel 1608, all'età di 17 anni, il padre del visconte lo inviò in Francia, richiamandolo però presto in Inghilterra per sposare Catherine, figlia di Thomas Howard, I conte di Suffolk nel dicembre 1608. Suo padre aveva determinato che William dovesse vivere all'estero per due anni e quindi diede disposizioni per il suo rientro in Francia dopo il matrimonio. Ad ogni modo, Giacomo I stabilì di concedere a suo figlio Enrico il titolo di principe di Galles ed il conte di Salisbury (che era in servizio quale Lord High Treasurer) chiese al figlio di fare nuovamente ritorno in patria per presenziare la cerimonia. Dopo questo incarico, il visconte Cranborne tornò in Europa, questa volta in Italia ove compì un viaggio a Venezia e poi a Padova, città ove si ammalò e fece ritorno in Inghilterra, patria da dove non si mosse oltre.

### Matrimonio
Lord Salisbury sposò Lady Catherine Howard, figlia di Thomas Howard, I conte di Suffolk, il 1º dicembre 1608. La coppia ebbe un totale di dodici figli.

### Conte di Salisbury
Il padre di William morì nel 1612 ed egli ottenne il titolo di secondo conte di Salisbury. Poco dopo egli venne nominato Lord Luogotenente dell'Hertfordshire, dove si distinse particolarmente grazie ad un servizio ligio e puntiglioso nei confronti del Re. Come ricompensa re Giacomo I lo nominò cavaliere dell'Ordine della Giarrettiera nel 1624.
Il Conte di Salisbury seguitò a trovare il favore regio anche sotto il successore di Giacomo I, Carlo I, il quale lo nominò membro del suo Privy Council nel 1626, conformandosi quindi alla linea politica del monarca che tendeva a divenire sempre più assolutistico. Dispiaciuto di non essere stato nominato Court of Wards and Liveries, ma gioì altrettanto della sua nomina a Captain of the Honourable Band of Gentlemen Pensioners, incarico che mantenne sino al 1643.

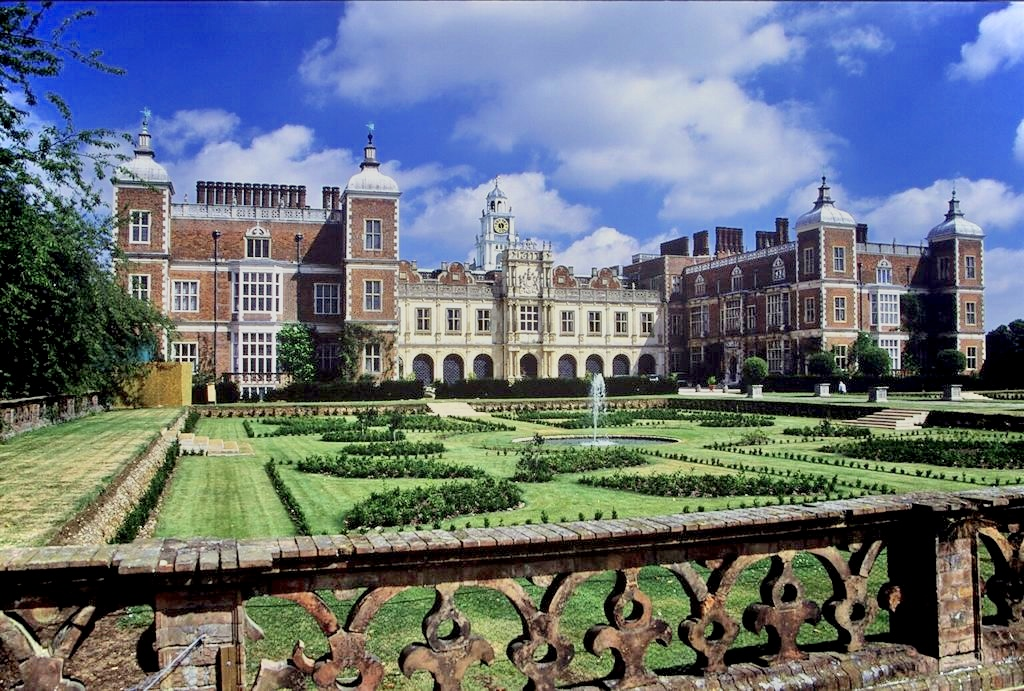
Vista della facciata sud di Hatfield House

Il Conte di Salisbury trascorse gran parte di questo periodo anche espandendo e migliorando la sua residenza di famiglia, Hatfield House. Egli fece di Hatfield House anche un notevole centro culturale, svolgendo il ruolo di patrono di pittori come Peter Lely, musicisti del calibro di Nicholas Lanier ed impiegando John Tradescant il vecchio quale suo progettista di giardini.

### Ruolo nella guerra civile inglese

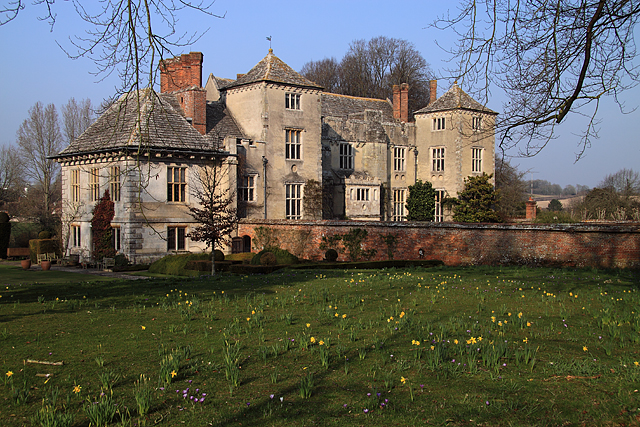
La residenza dei Cecil a Cranborne

Con lo scoppio della Bishops' Wars, il Conte di Salisbury si schierò coi moderati presso la Camera dei Lords, partito che supportava la Camera dei Comuni nel suo tentativo di rimuovere quegli elementi di governo arbitrario introdotti in Inghilterra durante il governo autocratico di Carlo I. Ad ogni modo il Conte non resistette dalla tentazione di intromettersi nella lotta politica, divenendo per questo vulnerabile. Allo scoppio della Prima guerra civile inglese nel 1642, la residenza della famiglia Cecil a Cranborne nel Dorset venne saccheggiata.
Nel 1648 il Conte di Salisbury prestò servizio quale membro di quella commissione incaricata di negoziare con Carlo I all'Isola di Wight. Questi negoziati (Trattato di Newport) risultarono un fallimento. Malgrado questo, il conte di Salisbury si rifiutò di approvare il regicidio di Carlo I che poi ebbe luogo l'anno successivo.
Dopo la morte del Re, il Conte di Salisbury si rassegnò a supportare il Commonwealth. Questa decisione venne influenzata da diversi fattori: due dei suoi figli avevano seduto coi parlamentari durante la Guerra civile inglese, il parlamento aveva votato per indennizzare l'amico Philip Herbert, IV conte di Pembroke per le perdite subite durante la guerra e molti dei suoi più stretti amici (in particolare il genero Algernon Percy, X conte di Northumberland) si erano schierati col parlamento e con le sue decisioni.

### Carriera durante l'Interregno inglese

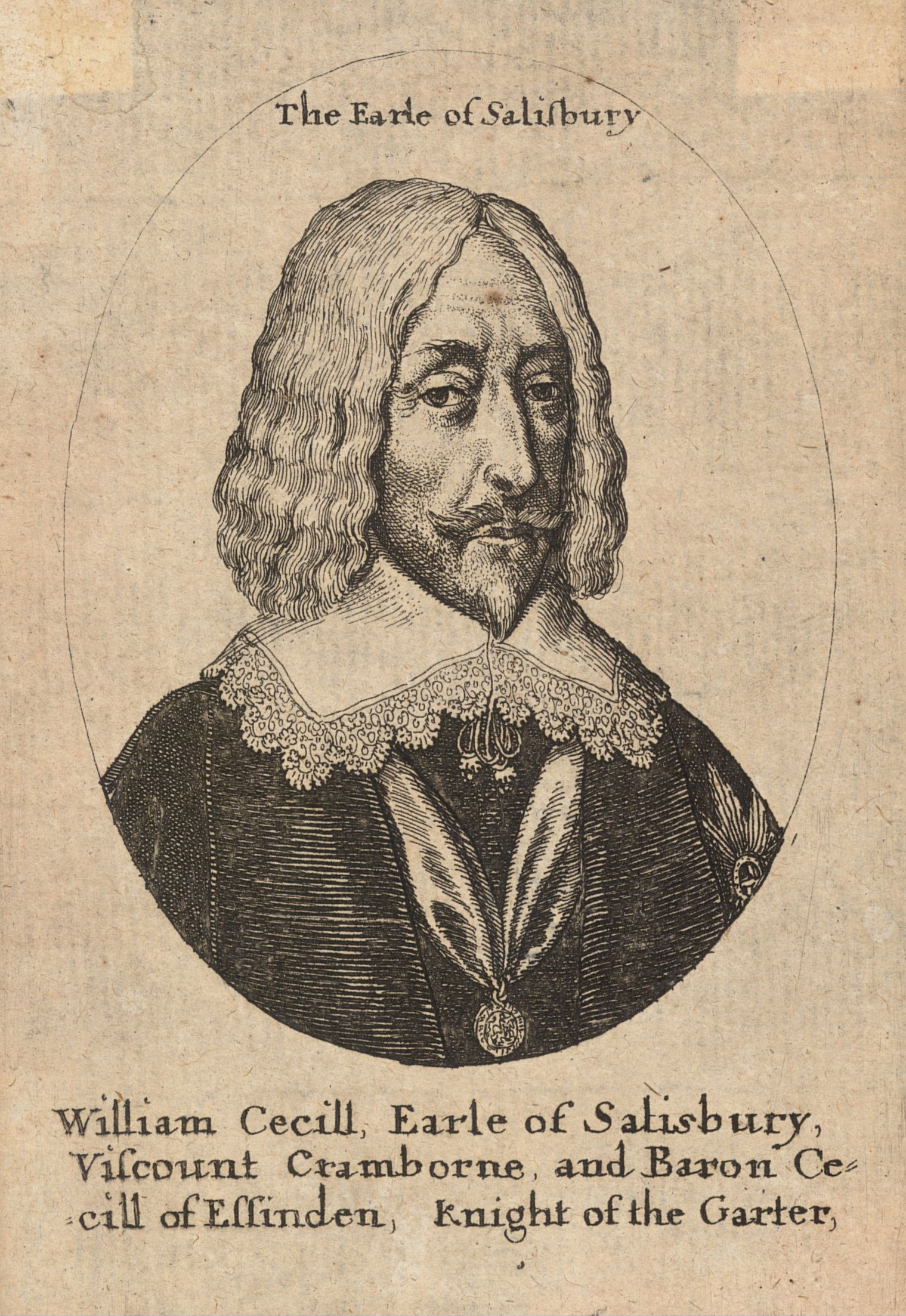
William di Salisbury in una stampa di Wenceslaus Hollar

Il Conte di Salisbury divenne membro del Consiglio di Stato dal 1649 al 1651 (servendo anche come presidente dello stesso consiglio per un breve periodo di tempo). Divenne poi membro del parlamento per King's Lynn.
Il Conte, ad ogni modo, venne escluso dalla vita pubblica sotto il Protettorato: egli venne eletto nel 1656 quale deputato per l'Hertfordshire ma non prese mai possesso del suo incarico.

### Ultimi anni e morte
Dopo queste esperienze, il conte di Salisbury decise di ritirarsi a vita privata nella sua residenza di Hatfield House.
Dopo la restaurazione monarchica del 1660, il re Carlo II lo nominò High Steward di St Albans nel 1663.
Il Conte di Salisbury morì ad Hatfield House il 3 dicembre 1668. Gli successe nei titoli paterni il nipote James Cecil, in quanto il suo unico figlio maschio, Charles gli era premorto.

## Discendenza
Dal matrimonio tra Lord Salisbury e Lady Catherine Howard nacquero:
- Lord Robert Cecil, sposò Catherine Hopton, non ebbero figli;
- Lord Philip Cecil, sposò Ursula Allen, non ebbero figli;
- Lord William Cecil, sposò Elizabeth Lawley, non ebbero figli;
- Lord Algernon Cecil (?-1676), sposò Dorothy Nevile, ebbero una figlia;
- Lord Edward Cecil;
- Lady Anne (1612-6 dicembre 1637), sposò Algernon Percy, X conte di Northumberland, ebbero due figlie;
- James, visconte Cranborne (nato e morto nel 1616);
- Charles Cecil, visconte Cranborne (1619–1660);
- Lady Elizabeth (1619-19 novembre 1689), sposò William Cavendish, III conte di Devonshire, ebbero due figli;
- Lady Diana (1622–1633);
- Lady Catherine (1628-18 agosto 1652), sposò Philip Sidney, III conte di Leicester, ebbero un figlio;
- Lady Mary Cecil (1631-1676), sposò William Sandys, VI barone Sandys, non ebbero figli.